# Edward Everett Hale

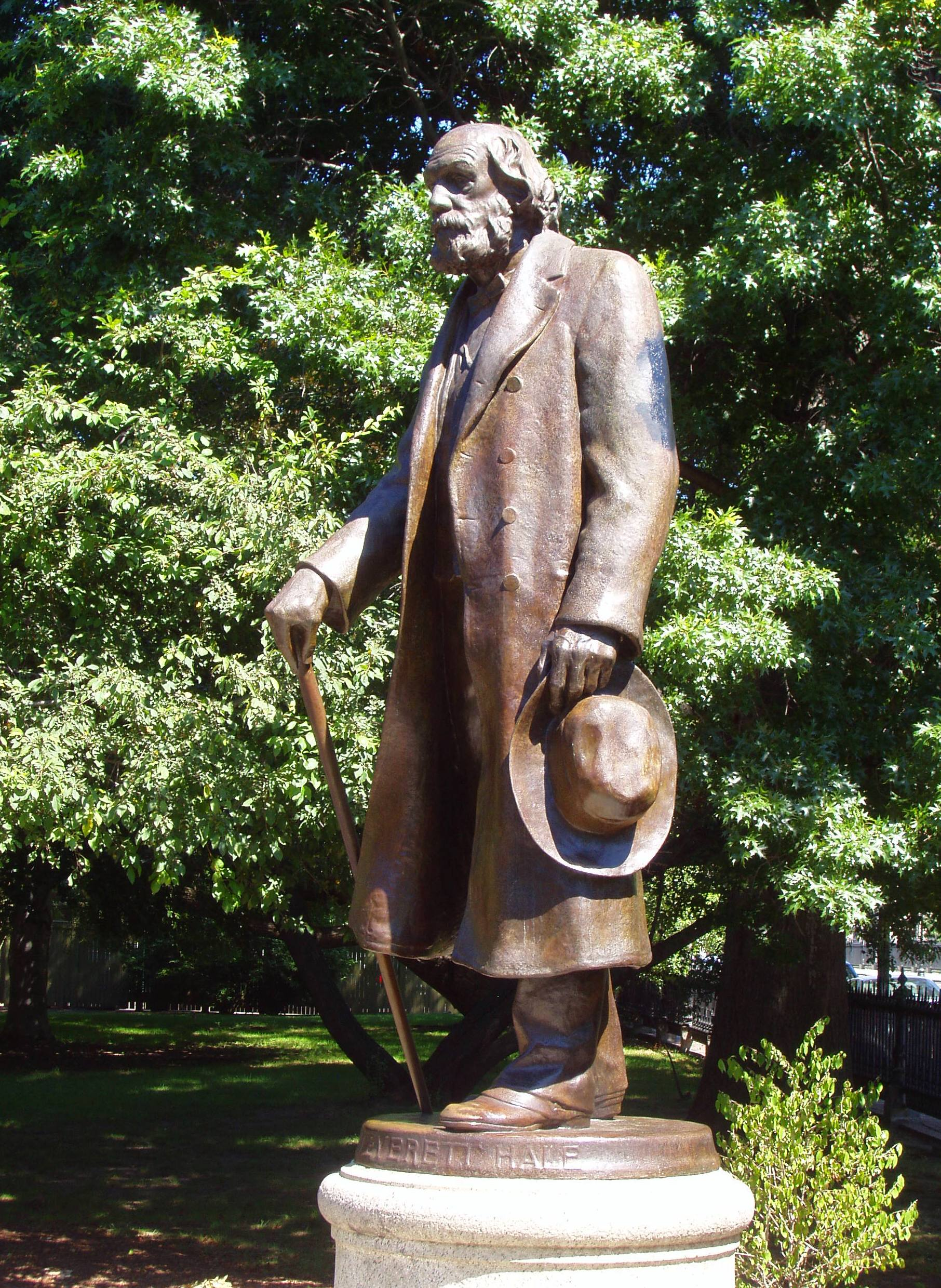
Estatua de Edward Everett Hale

Edward Everett Hale (3 de abril de 1822 - 10 de junio de 1909) fue un estadounidense y autor clérigo unitarista.

## Biografía
Hale nació el 3 de abril de 1822, en Roxbury, Massachusetts, hijo de Nathan Hale, propietario y editor del periódico Boston Daily Advertiser, y hermano de Lucrecia Peabody Hale, Susan Hale y Carlos Hale. Edward Hale era sobrino del orador y hombre de Estado Edward Everett, mientras que su padre era el sobrino del soldado del Ejército Continental Nathan Hale, que fue ejecutado por los británicos acusado de espionaje durante la Guerra de Independencia de los Estados Unidos. También fue descendiente de Richard Everett y en relación con   
Helen Keller.
Edward Hale se graduó en Harvard en 1839, fue pastor de la Iglesia de la Unidad, de Worcester, Massachusetts, en 1846-1856, y de la Congregación del Sur (unitario) de la iglesia, de Boston, en 1856-1899. En 1903, fue nombrado Capellán del Senado de Estados Unidos. Hale se casó con Emily Baldwin Perkins en 1852; ella era sobrina del gobernador de Connecticut y senador Roger Sherman Baldwin y de Emily Perkins Pitkin Baldwin, por parte de su padre, y de Harriet Beecher Stowe y de Henry Ward Beecher, por el lado de su madre. Tuvieron nueve hijos: una hija y ocho hijos. Hale murió en Roxbury, por entonces parte de Boston, en 1909.
La combinación de una fuerte personalidad, la organización de su genio y la práctica liberal de la teología hace que Hale se active en el aumento del tono de la vida norteamericana durante medio siglo. Tenía un profundo interés en la lucha contra la esclavitud del movimiento abolicionista (especialmente en Kansas), así como de la educación popular (sobre todo Chautauquas), y hombre de trabajo en el hogar. Él era un constante y voluminoso contribuidor de periódicos y revistas. Fue editor asistente del Boston Daily Advertiser, y editor del Christian Examiner, Old and New (que él ayudó a fundar en 1869 y que se fusionó con Scribner's Magazine en 1875), Lend a Hand(que fundó en 1886 y que se fusionó con la Charities Review en 1897), y el Lend a Hand Record. Fue autor o editor de más de sesenta libros de ficción, viajes, sermones, biografía e historia.
Llegó por primera vez a anunciarse como escritor en 1859, cuando contribuyó con el cuento My Double and How He Undid Me a la revista The Atlantic Monthly. Pronto se publicaron otras historias en el mismo periódico. El más conocido de ellos fue The Man Without a Country (1863), que hizo mucho para fortalecer la causa de la Unión en el Norte, y en el que, como en algunos de sus otros cuentos no románticos, empleó un minuto que el realismo llevó a sus lectores para suponer la narración un registro de los hechos. Estas dos historias y otras como "The Rag-Man and the Rag-Woman" y "The Skeleton in the Closet", le dieron un lugar destacado entre los escritores de cuentos de la América del siglo XIX. Su cuento The Brick Moon, serializado en la revista The Atlantic Monthly, fue la primera descripción conocida de ficción sobre un satélite artificial. Posiblemente fue una influencia en la novela Los quinientos millones de la Begún, de Julio Verne.
La historia de "Ten Times One is Ten" (1870), con su héroe Harry Wadsworth, incluye el lema enunciado por primera vez en 1869 en la conferencia del Lowell Institute: "Mira hacia arriba y no hacia abajo, mirar hacia adelante y no hacia atrás, mire hacia fuera y no dentro, y echar una mano" ("Look up and not down, look forward and not back, look out and not in, and lend a hand"). 
Hale dijo una vez: "Yo soy sólo uno, pero yo soy uno. No puedo hacer todo, pero puedo hacer algo. Lo que pueda hacer, lo debo hacer y, con la ayuda de Dios, lo haré" ("I am only one, but I am one. I cannot do everything, but I can do something. What I can do, I should do and, with the help of God, I will do.")

## Publicaciones
- El hombre sin patria (1866)
- Viejo y nuevo (1870)
- Americanos ilustres (1896)

## Hijos
Emily y Edward tuvieron nueve hijos: 
- Alexander (nacido y muerto en 1853), Ellen Day (1854–1939), Arthur (1859–1939), Charles Alexander (1861–1867), Edward Everett, Jr. (1863–1932), Philip Leslie (1865–1931), Herbert Dudley (1866–1908), Henry Kidder (1868–1876) y Robert Beverly (1869-1895).

- Datos: Q786616
- Multimedia: Edward Everett Hale / Q786616
- Textos: Autor:Edward Everett Hale